# Robert Desha
Robert Desha (* 14. Januar 1791 bei Gallatin, Sumner County, Südwest-Territorium; † 6. Februar 1849 in Mobile, Alabama) war ein US-amerikanischer Politiker. Zwischen 1827 und 1831 vertrat er den Bundesstaat Tennessee im US-Repräsentantenhaus.

## Werdegang
Robert Desha war der jüngere Bruder von Joseph Desha (1768–1842), der unter anderem  Gouverneur von Kentucky war. Er besuchte die öffentlichen Schulen seiner Heimat und arbeitete danach in Gallatin im Handel. Während des Britisch-Amerikanischen Krieges von 1812 war er Hauptmann und später Brevet-Major der US Army. In den 1820er Jahren schloss er sich der Bewegung um den späteren Präsidenten Andrew Jackson an und wurde Mitglied der von diesem 1828 gegründeten Demokratischen Partei.
Bei den Kongresswahlen des Jahres 1826 wurde Desha im fünften Wahlbezirk von Tennessee in das US-Repräsentantenhaus in Washington, D.C. gewählt, wo er am 4. März 1827 die Nachfolge von Robert Allen antrat. Nach einer Wiederwahl konnte er bis zum 3. März 1831 zwei Legislaturperioden im Kongress absolvieren. Diese waren seit dem Amtsantritt von Andrew Jackson als US-Präsident am 4. März 1829 von den heftigen Diskussionen um dessen Politik bestimmt. Dabei ging es vor allem um die Durchführung des umstrittenen Indian Removal Act, die Nullifikationskrise mit dem Staat South Carolina und die Bankenpolitik des Präsidenten.
Im Jahr 1830 verzichtete Robert Desha auf eine weitere Kandidatur. Nach seinem Ausscheiden aus dem US-Repräsentantenhaus zog er nach Mobile in Alabama, wo er im Handel arbeitete. Dort ist er am 6. Februar 1849 auch verstorben.